# Conrad Gessner
Conrad Gessner (também Konrad Gessner, Conrad von Gesner ou Conradus Gesnerus) (Zurique, 26 de março de 1516 — Zurique, 13 de dezembro de 1565) foi um naturalista suíço. A sua obra Historia Animalium, em três volumes (1555-1558), é considerada como marcante para o princípio da zoologia moderna.

## Vida
Gessner nasceu e foi educado em Zurique, onde o seu pai trabalhava com peles de animais. Depois da morte do pai, na batalha de Kappel, em 1531, passou por apuros económicos. No entanto, tinha bons amigos, como o seu antigo mestre Oswald Myconius e Heinrich Bullinger, e conseguiu continuar os seus estudos na Universidade de Estrasburgo e na Universidade de Burges (1532-1533); em Paris, encontrou um generoso patrão na pessoa de Job Steiger, de Berna.
Em 1535, a inquietude religiosa fê-lo voltar a Zurique, onde realizou um imprudente matrimónio. Uma vez mais seus amigos acudiram em sua ajuda, permitindo-lhe prosseguir os estudos em Basileia (1536), de forma que em 1537 obteve o posto de professor de grego na nova Academia de Lausana, onde dedicou seus estudos científicos, especialmente na área da botânica. Em 1540-1541 visitou a famosa universidade de medicina de Montpellier. Obteve o título de doutor em medicina (1541), em Basileia, e estabeleceu-se em Zurique para exercer, obtendo o posto de professor de física. Ali passou o resto da sua vida, com excepção a algumas viagens a vários países estrangeiros e deslocações pelo seu país para realizar estudos botânicos. Durante este tempo dedicou-se a preparar livros sobre distintas matérias. Morreu de peste. 
Entre os seus contemporâneos foi reconhecido especialmente como botânico, apesar de seus escritos sobre esta matéria não terem sido publicados até bastante depois da sua morte (em Nuremberga, 1751-1771, 2 vols. folio). Publicou Enchiridion historiae plantarum e Catalogus plantarum (1542) em quatro idiomas. Em 1545 publicou o destacável Bibliotheca universalis (ed. por J Simler, 1574), supostamente um catálogo em latim, grego e hebreu). Uma segunda parte, Pandeclarium sive partitionum universalium Conradi Gesneri Ligurini libri xxi., apareceu em 1548, da que unicamente se tinham concluído 19 livros. A última, uma enciclopédia sobre teologia, fui publicada em 1549.
O seu grande trabalho zoológico, Historia animalium, editado em quatro volumes (quadrúpedes, aves, peixes) folio, 1551-1558, em Zurique, e um quinto (serpentes) publicado em 1587 (existe uma tradução em alemão intitulada Thierbuch, dos quatro primeiros volumes, Zurich, 1563), é um dos pontos de partida da zoologia moderna. Não satisfeito com estas vastas obras, Gessner escreveu em 1555 o seu livro intitulado Mithridates de differentis linguis, uma compilação de informação sobre 130 línguas conhecidas, orações em 22 línguas. Em 1556 foi publicada a sua edição dos trabalhos de Claudius Aelianus.
Para os menos interessados nos temas científicos, Gessner era mais conhecido pela seu gosto por áreas montanhosas e pelas suas múltiplas excursões a estas, realizadas parcialmente por interesses botânicos, mas também para desfrutar do exercício e das belezas da natureza. Em 1541 adicionou à sua obra Libellus de lacte et operibus lactariis uma carta dirigida ao seu amigo J. Vogel, de Glarus, sobre a maravilha do desfrute das montanhas, sobre o seu amor por elas e seu firme propósito de escalar pelo menos uma em cada ano, não só para recolher flores mas também para exercitar o corpo. Em 1555 Gessner publicou a sua narração Descriptio Montis Fracti sive Montis Pilati relativa à excursão ao Gnepfstein (1920 m), o mais baixo dos picos do Monte Pilatus.
Gessner estava representado nas notas de 50 francos suíços emitidas entre 1978 e 1994. Uma família de plantas, as Gesneriaceae, foram nomeadas em sua honra.
Konrad Gesner também é conhecido como o "pai da bibliografia" devido a sua obra editada em 1545 "Bibliotheca universalis". Tinha o intuito de realizar uma lista dos livros impressos no mundo.
A Bibliotheca Universalis, sive Catalogus omnium Scriptoum locupletissimus, in tribus linguis, Latina, Græca, & Hebraica; extantium & non extantium, veterum et recentiorum in hunc usque diem, ... publicatorum et in Bibliothecis latentium, etc.

## Lista de publicações selecionada
- Gessner, Conrad (1541) [1537]. Lexicon Graeco-Latinum, ex Phavorini Camertis Lexico. Basel: Walder
- — (1541a). Libellus de lacte et operibus lactariis. [S.l.: s.n.]
- — (1541b). Historiae plantarum et vires. [S.l.: s.n.]
- — (1542). Catalogus plantarum Latinè, Graecè, Germanicè, & Gallicè. Zurich: Apud Christoph. Froschoverum
- — (1545). Bibliotheca Universalis, sive Catalogus omnium Scriptoum locupletissimus, in tribus linguis, Latina, Græca, & Hebraica; extantium & non-extantium, veterum et recentiorum in hunc usque diem ... publicatorum et in Bibliothecis latentium, etc. Zurich: Christophorum Froschouerum.
- — (1548). Pandectarum sive Partitionum ... libri XXI. Zurich: Christophorus Froschoverus.
  - — (1549). Partitiones theologicae. [S.l.: s.n.]
  - — (1555). Appendix bibliothecae. [S.l.: s.n.]
- — (1551–1558). Historiae animalium. [S.l.: s.n.]
  - 1551 Quadrupedes vivipares
  - 1554 Quadrupedes ovipares
  - 1555 Avium natura
  - 1558 Piscium & aquatilium animantium natura
- — (1552). Thesaurus Euonymi Philiatri. [S.l.: s.n.]
- — (1553). Corpus Venetum de Balneis. [S.l.: s.n.]
- — (1555). Descriptio Montis Fracti sive Montis Pilati ut vulgo nominant iuxta Lucernam in Helvetia per Conradum Gesnerum. [S.l.: s.n.]
- — (1555a). Mithridates. De differentiis linguarum [...]. [S.l.]: Froschoverus
- — (1561). In hoc volumine continentur ....De hortus Germaniae. Argentorati: Iosias Rihelius
- Geßner, Cůnrat; Forer, Cůnrat (1563). Thierbůch Das ist ein kurtze bschreybung aller vierfüssigen Thieren [...] [S.l.: s.n.]

Obras póstumas
- Schatz Euonymi, 1582/1583
  - Der erste Theil, deß köstlichen unnd theuren Schatzes Euonymi Philiatri [...] Erstlich in Latein beschrieben durch Euonymum Philiatrum, und neuwlich verteutscht durch Joannem Rudolphum Landenberger zu Zürych, 1582 Volume 1
  - Ander Theil des Schatzs Euonymi [...] Erstlich zusammen getragen, durch Herren Doctor Cunrat Geßner, Demnach von Caspar Wolffen der Artzneyen Doctor in Zürich in Latin beschriben und in Truck gefertiget, jetzund aber newlich von Johan. Jacobo Nüscheler Doctorn, in Teütsche Sprach vertolmetschet., 1583 Volume 2 Volume 2
- Gäßner, Cůnradt; Forer, Cůnradt (1575). Fischbůch Das ist ein kurtze, doch vollkommne beschreybung aller Fischen [...]. [S.l.: s.n.]
- Geßner, Cůnrat; Forer, Cůnrat (1583). Thierbůch Das ist ein kurtze beschreybung aller vier füssigen Thieren [...]. [S.l.: s.n.]
- Geßner, Conrat; Carronus, Jacobus (1589). Schlangenbůch. Das ist ein grundtliche und vollkommne Beschreybung aller Schlagen [...] [S.l.: s.n.]
- Geßner, Conrad; Heußlich, Rudolff (1600). Vogelbuch oder ausführliche beschreibung und lebendige ja auch eygentliche Controfactur und Abmahlung aller und jeder Vögel [...]. [S.l.: s.n.]
- Wotton, Edward; Gesner, Conrad; Penny, Thomas (1634).  Muffet, Thomas, ed. Insectorvm Sive Minimorum Animalivm Theatrvm. London: Cotes
- Gessner, Conrad (1754) [1555–1565].  Schmidel, Casimir Christoph; Trew, Christoph Jacob, eds. Conradi Gesneri philosophi et medici celeberrimi Opera botanica, per duo saecula desiderata, vitam avctoris et operis historiam Cordi librvm qvintvm cvm adnotationibvs Gesneri in totvm opvs vt et Wolphii fragmentvm historiae plantarvm Gesnerianae adivnctis, indicibvs iconvm tam olim editarvm qvam nvnc prodevntivm cvm figvris vltra CCCC. minoris formae, partim ligno excisis partim aeri inscvlptis complectentia, qvae ex bibliotheca D. Christophori Iacobi Trew ... nvnc primvm in lvcem edidit et praefatvs est D. Casimirvs Christophorvs Schmiedel. Nuremberg: Impensis Io. Mich. Seligmanni, typis Io. Iosephi Fleischmanni

Trabalhos editados
- Aelianus, Claudius (1565) [1556 Claudii Aeliani praenestini pontificis et sophistae].  Gessner, Conrad, ed. Aeliani Claudii opera quae extant omnia: graece latinaque ... : his acc. ind. alphabeticus copiosus. Zurich: Gesneri
- Aurelius, Marcus (1559).  Gessner, Conrad, ed. M. Antonini philosophia de seipso seu vita sua libri XII et Marini Neapolitani liber de Procli vita et felicitate. Tiguri: F. Gesnerum

Trabalhos de tradução
- Gessner, Conrad (1937).  Dock, W., ed. Conrad Gesner. On the Admiration of Mountains, the Prefatory Letter Addressed to Jacob Avienus, Physician, in Gesner's Pamphlet "On Milk and Substances Prepared from Milk", first Printed at Zürich in 1543. A Description of the Riven Mountain, Commonly Called Mount Pilatus, Addressed to J. Chrysostome Huber, Originally Printed with Another Work of Gesner's at Zürich in 1555. Together With: On Conrad Gesner and The Mountaineering of Theuerdank, by J. Monroe Thorington. Bibliographical Notes by W. Dock and J.M. Thorington. With illustrations. trans. Henry Douglas Bacon Soulé. San Francisco: Grabhorn Press